# 古川町立宮城中学校
古川町立宮城中学校（ふるかわちょうりつ　みやぎちゅうがっこう）は、かつて岐阜県吉城郡古川町に存在した公立中学校。

## 概要
- 1964年に古川中学校の新設により廃校。
- 校舎は古川中学校宮城教室となった後、校舎を増改築し、現在の古川中学校となった。

## 沿革
- 1957年（昭和32年） - 古川町の学校再編計画が議決され、細江中学校、細江中学校袈裟丸分校[注釈 2]の校区に古川中学校〈旧〉の校区の一部を加えた区域を校区とする「古川町立中央中学校」の新設が決まる。その後古川町教育委員会の協議により、校名が「古川町立宮城中学校」に決まる。
- 1958年（昭和33年）
  - 4月 - 古川町立宮城中学校として開校。校舎は旧・細江中学校の校舎を使用。細江中学校数河分校を引き継ぎ、数河分校を設置。
  - 　10月 - 旧・古川町と旧・細江村の中間地[注釈 3]に新校舎が完成し、移転。
- 1959年（昭和34年）4月 - 数河分校が数河中学校として独立する。
- 1964年（昭和39年）4月 - 古川中学校〈旧〉、小鷹利中学校と統合し、古川町立古川中学校の新設により廃校。名目上の統合であり、旧・宮城中学校は古川中学校宮城教室となる。
- 1966年（昭和41年）4月 - 古川中学校宮城教室を廃止。古川中学校は増改築された旧・宮城中学校校舎に移転。